# ドリュー・ブラウン
ドリュー・ブラウン（Drew Brown、本名：アンドリュー・ジョン・ブラウン〈Andrew John Brown〉、1984年1月9日 - ）は、アメリカのミュージシャン、作詞家。ワンリパブリックのギタリスト。コロラド州ブルームフィールド出身。
2004年にロサンゼルスでライアン・テダー、ザック・フィルキンスとともにワンリパブリックを結成。
2011年1月にオーケー・ゴーのダン・コノップカとバンド「ディベートチーム」を結成し、ボブモリス、ライアンマックネイルとともにバンド「ザ・ハッシュサウンド」を結成した。同年、「ウィンズ・アゲイン」をリリース。